# Adonisea verna
Adonisea verna là một loài bướm đêm trong họ Noctuidae.